# Wandersmann

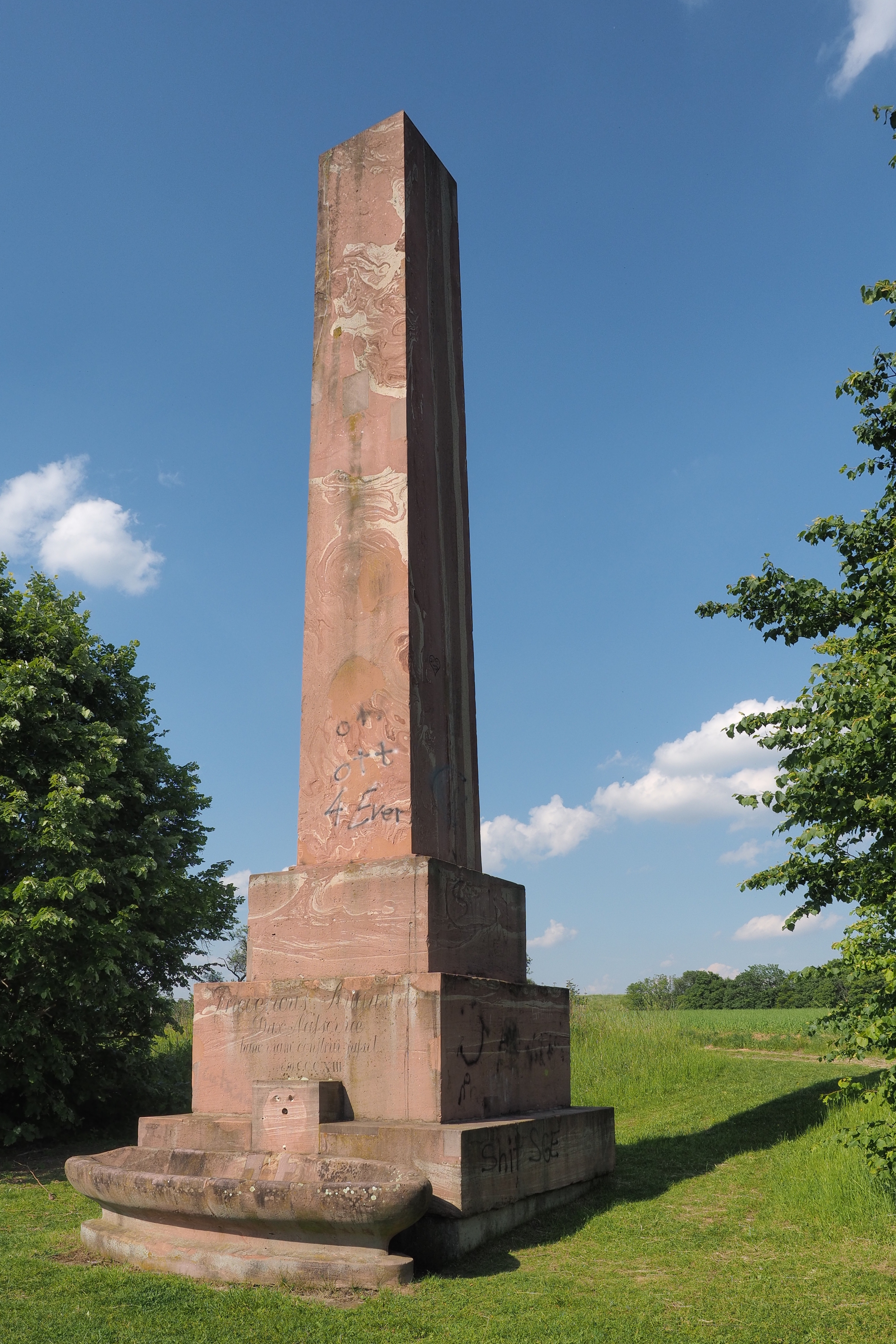
Wandersmann-Denkmal mit Sockel und vorgelagertem Brunnentrog

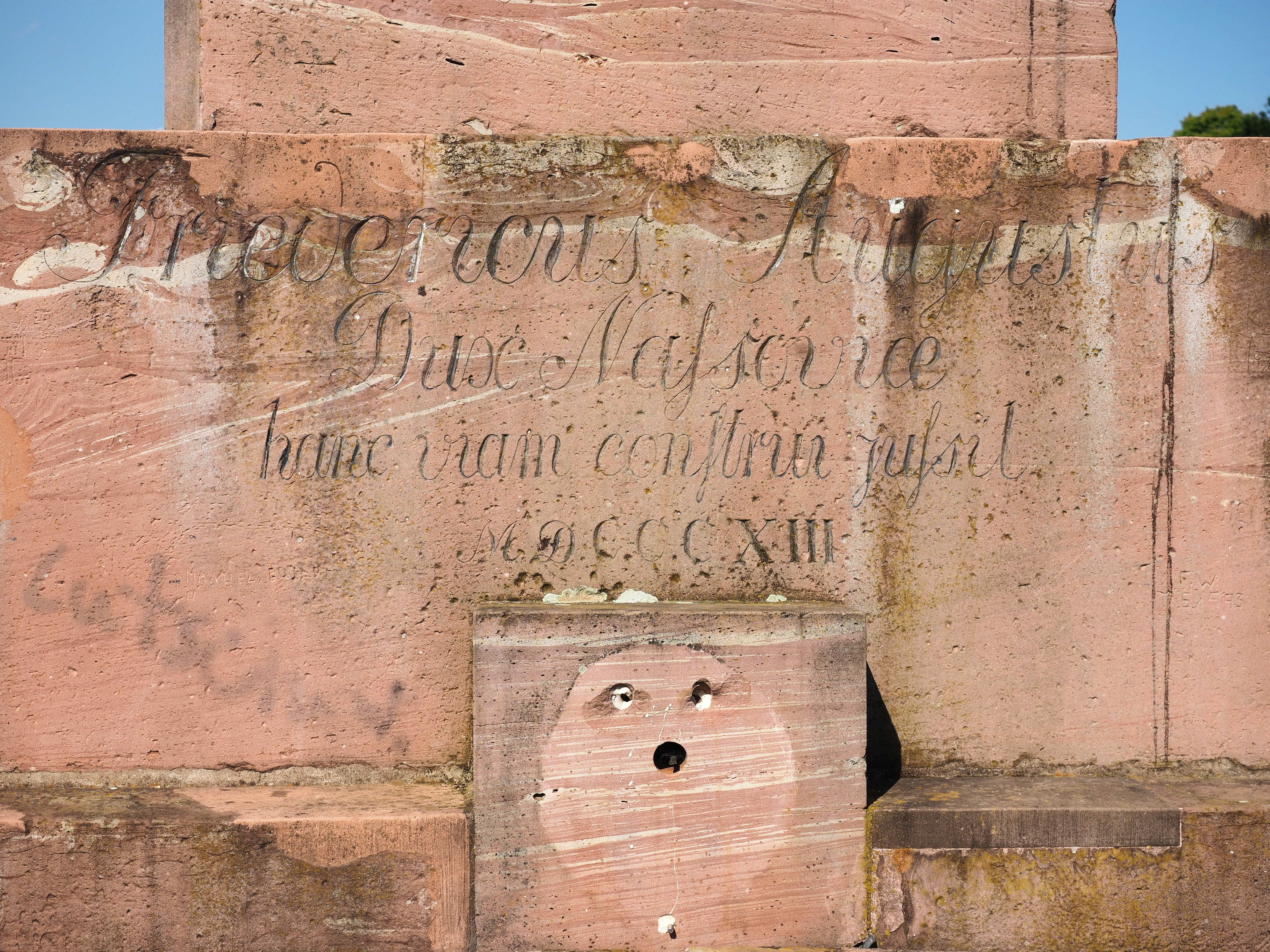
Inschrift am Sockel – es fehlt der aus der Verankerung gebrochene bronzene Löwenkopf als Wasserspeier

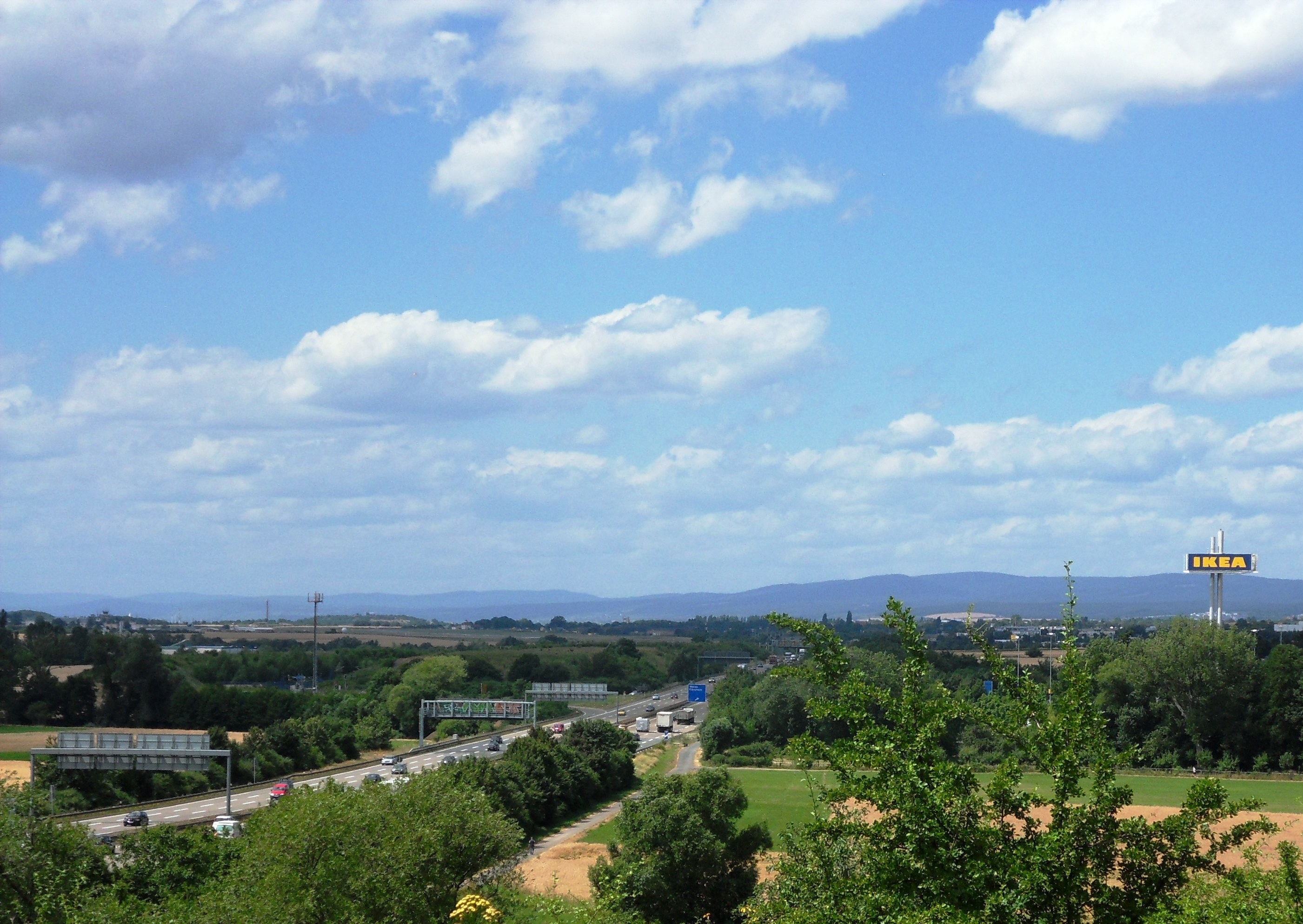
Blick vom Wandersmann nach Wiesbaden, dahinter die Taunushöhe

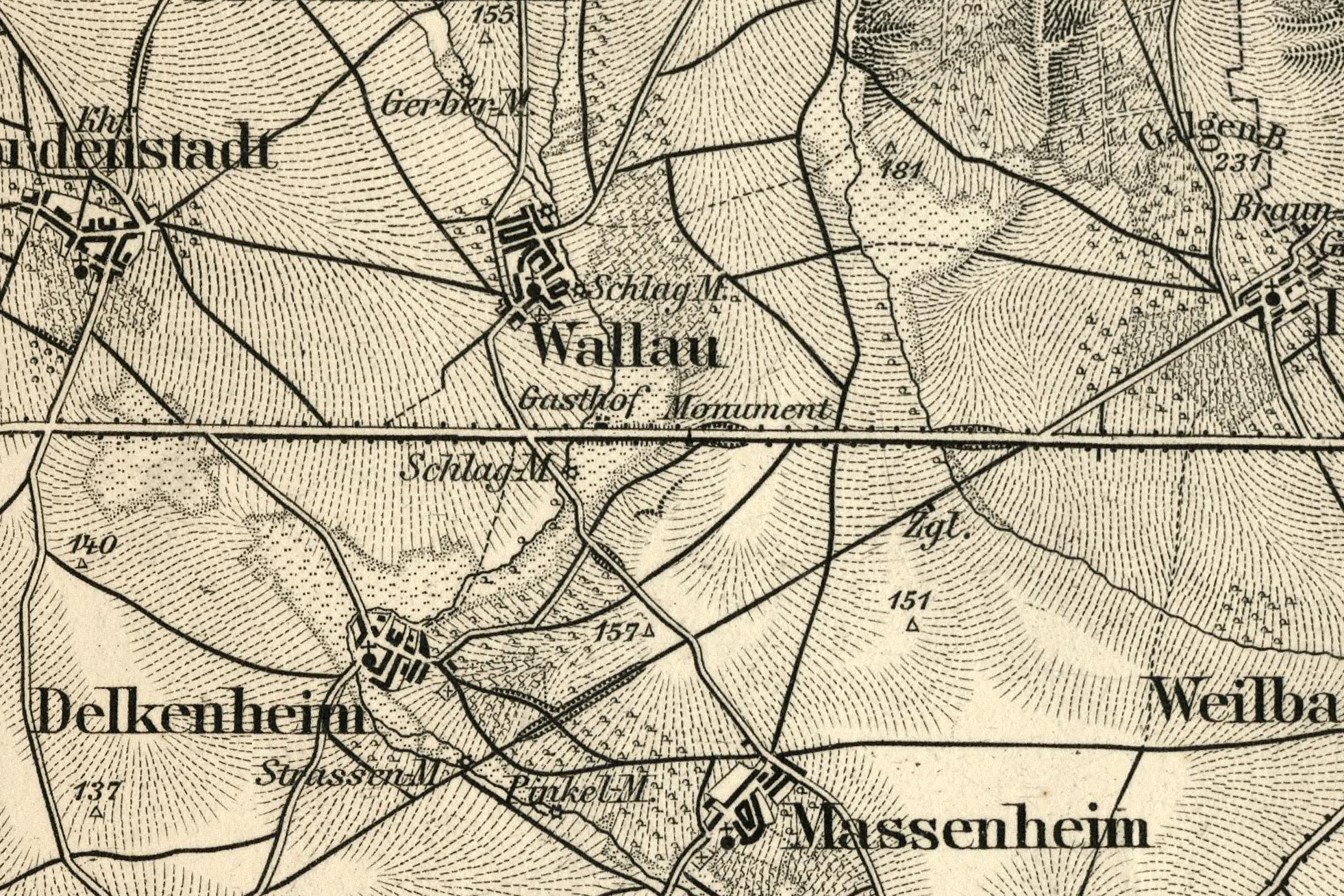
Karte von 1893 mit „Gasthof“ und „Monument“

Wandersmann ist die volkstümliche Bezeichnung für einen 20 Tonnen schweren, denkmalgeschützten Obelisken aus Sandstein mit Brunnenbecken in der Nähe des Wiesbadener Kreuzes an der Bundesautobahn 66. Das elf Meter hohe Monument trägt die lateinische Inschrift:
„Friedericus Augustus Dux Nassoviae hanc viam construi iussit, MDCCCXIII“
(„Friedrich August Herzog von Nassau hat diese Straße zu bauen befohlen, 1813“). Die Zahl soll das Vollendungsjahr angeben.

## Geschichte
Nach der Gründung des Herzogtums Nassau im Jahre 1806 begann die Regierung mit einem Straßenbauprogramm, um die verschiedenen Gebiete – zwei Dutzend vormals eigenständige, dann säkularisierte beziehungsweise mediatisierte Territorien – des unter Druck Napoleons neu entstandenen Staates mit rund 300.000 Bewohnern besser miteinander zu verbinden. Die wichtigste Verbindung war jene zwischen den drei größten Städten des Herzogtums Nassau: Wiesbaden, Limburg und Höchst. Diese Straße führte von Limburg an der Lahn nach Wiesbaden, mit damals rund 5000 Einwohnern größte und Hauptstadt des Landes nahe der herzoglichen Residenz Schloss Biebrich am Rhein, von hier nach Höchst am Main, und weiter nach Frankfurt am Main.
Der nördliche Teil dieser neuen Chaussee folgte im Wesentlichen der vorhandenen Streckenführung und verlief von Limburg in Höhe der Platte über den Taunushauptkamm nach Wiesbaden. Von hier führte die Frankfurter Straße dann nach Erbenheim im Osten und von dort über eine neu trassierte Route schnurgerade durch das vormals hessen-darmstädtische Ländchen, bis sie vor Hattersheim auf die alte Mainstraße stieß, mit der sie nach Höchst und weiter nach Frankfurt lief. Der Scheitelpunkt dieser abkürzenden, nicht dem Flusslauf folgenden, neuen Trasse lag auf dem etwa 160 Meter hohen Rücken zwischen dem Wickerbach und dem Weilbach. Dies war damit auch der Hochpunkt der gesamten Strecke zwischen Wiesbaden und Frankfurt.
Auf diesem Hügel wurde zwischen 1816 und 1819 südlich der Chaussee eine Stele errichtet, die an den Straßenbau erinnern sollte. Vorbild für dieses Denkmal waren römische Wegessäulen, wie sie beispielsweise auch die Via Trajana Nova am Hafen von Brindisi markieren. Der für diesen Zweck aus Buntsandstein gefertigte Obelisk  ist siebeneinhalb Meter hoch und steht auf einem dreifach gestuftem quadratischen Sockel. Die Brunnenschale am Fuße des Denkmals diente als Pferdetränke, nachdem die schwer beladenen Wagen den Anstieg hinauf gezogen waren.
Während der Bauphase war etwa auf halber Länge der Neubautrasse nahe Wallau östlich der Brücke über den Wickerbach eine Bauhütte erstellt worden, in der nach Fertigstellung der Straße noch vor 1819 ein Wirtshaus eingerichtet wurde. Das Wirtshaus erhielt im Jahr 1850 den Namen Zum Wandersmann.
Diese Namensgebung des Wirtshauses hatte Folgen. Die ganze Straße wurde von da an Wandersmannstraße genannt, wie an dem Straßennamen des in der Ortslage Erbenheim gelegenen Teilstücks noch zu sehen ist, und der Obelisk, der unweit des Wirtshauses etwa einen halben Kilometer östlich auf der anderen Straßenseite stand, wurde zum Wandersmann-Denkmal.
1935 musste er dem Bau des Wiesbadener Kreuzes weichen, dem vorläufigen Endpunkt der 1939 eröffneten Reichsautobahn von Köln nach Frankfurt. Das Denkmal stand dem südwestlichen Teil des Kleeblatts im Weg und wurde weiter nach Westen an die Nordseite der nunmehr als Reichsstraße 54 bekannten Frankfurter Straße verlegt. Es war jetzt nur noch etwa 400 Meter von dem Wirtshaus entfernt und stand am Fuß der Anhöhe. Die Anschlussstelle der Autobahn wurde ebenfalls Wandersmann genannt. Das Wirtshaus selbst wurde 1958 abgerissen. Es stand dem Ausbau der Frankfurter Straße, damals die meistbefahrene Straße in Deutschland, zum Rhein-Main-Schnellweg im Wege. 
1982 musste der Obelisk nochmals umziehen. Seitdem steht er, vom nordwestlichen Teil des Kleeblatts 60 Meter entfernt, am Ende der Überleitung der A 3 von Köln zur A 66 nach Wiesbaden. Vorangegangen war ein Konflikt der Straßenbauverwaltung mit der unteren Denkmalschutzbehörde des Kreises. Ursprünglich hatte die Straßenbaubehörde eine Versetzung um 500 Meter an einen Parkplatz vorgesehen. Minister Heinz-Herbert Karry (FDP) ordnete dagegen an, wie von Stadt und Kreis gewünscht, den Obelisken an seinem heutigen Platz in unmittelbarer Nähe des ursprünglichen Standortes aufzustellen.
Seit der Inbetriebnahme der Schnellfahrstrecke Köln–Rhein/Main im Jahr 2002 wird das Gelände am Wandersmann für den Abzweig nach Wiesbaden durch den Wandersmann-Süd-Tunnel und den Wandersmann-Nord-Tunnel unterquert.